# Anselmo Ramon
Anselmo Ramon (Camaçari, 23 juni 1988) is een Braziliaans voetballer.